# Высота над уровнем моря
Высота́ над у́ровнем мо́ря, абсолютная высота́ — линейная мера разности потенциалов в точке земной поверхности и в начале счёта высот (исходном пункте). В исходном пункте высота принимается равной нулю.
Высота над уровнем моря может быть приблизительно определена как расстояние по вертикали от объекта до среднего уровня поверхности моря, не нарушенного волнением и приливами, или (если объект располагается на суше) до поверхности геоида. Высота точки, лежащей выше уровня моря, считается положительной, ниже — отрицательной.
Разность потенциалов силы тяжести в полной мере характеризует положение двух точек по высоте: вода течёт из точки с меньшим потенциалом в точку с большим потенциалом.
Следует отличать следующие понятия:
- высоту (разность высот) в используемой системе от простой суммы нивелирных превышений: сумма нивелирных превышений зависит от пути, по которому выполнено геометрическое нивелирование.
- высоту (разность высот) в используемой системе от геодезической высоты точки. Геодезическая высота точки — расстояние от точки до поверхности отсчётного земного эллипсоида, она не связана с разностью потенциалов (то есть вода может течь в сторону возрастания геодезической высоты). Геодезическая высота отличается от высоты над уровнем моря на аномалию высоты.

## История понятия
К середине XIX века стало ясно, что при определении высот из геометрического нивелирования нельзя более полагать выводимые превышения равными разностям расстояний от центра Земли — необходимо иметь в виду нецентральность земного гравитационного поля, непараллельность уровенных поверхностей потенциала земной силы тяжести. А. П. Болотов, следуя французскому академику Л. Пюиссану отметил возможность счёта высот по перпендикулярам к сфероидальным поверхностям, параллельным поверхности океана. Л. Пюиссан в книге 1805 года описал принципы геометрического нивелирования, не использовав сам термин «нивелирование» (сс. 230—237), но имея в виду поправки за рефракцию по Лапласу (сс. 223—229). Разности высот считал равными разностям расстояний до центра сферической Земли. Термин «нивелирование» появился в книге Пюиссана 1807 г. Лаплас дал описание астрономической и земной рефракции и измерение высоты барометром.
Внимание геодезистов к этому кругу вопросов привлекла в 1870 году невязка примерно в 1,2 м полигона геометрического нивелирования, пересёкшего Альпы у Симплона и Сен-Готарда. Позднее выяснилось, что эта невязка — результат просчёта, и влияние силы тяжести в подобных случаях едва ли будет больше дециметра. Теодор Ванд, Г. Захарие (G. Zachariae), Ф. Р. Гельмерт опубликовали свои работы о счёте высот в земном гравитационном поле в этот период. Вклад выдающегося немецкого геодезиста Гельмерта (и последующие публикации) особенно значителен. Именно он правильно оценил упомянутое влияние, им предложены динамические высоты, до сих пор сохранившие свою роль в теории и практике нивелирования (термин появился позднее) и метод вычисления ортометрических высот, служивший в СССР до замены таких высот нормальными. Разрабатывая теорию ортометрических высот — высот над геоидом Гаусса-Листинга, Гельмерт отметил принципиальную невозможность точного их определения по результатам измерений на земной поверхности.
В 1945 году М. С. Молоденский (ЦНИИГАиК) впервые использовал нормальные высоты для решения задачи совместного определения фигуры Земли и внешнего гравитационного поля. Дальнейшее развитие система нормальных высот получила в работах канд. техн. наук В. Ф. Еремеева (ЦНИИГАиК), и окончательно разработана к 1972 г.

## Основные системы высот над уровнем моря
1. Динамическая высота (перевод разности потенциалов на линейную меру делением на постоянную величину, близкую к средней силе тяжести, например, среднее значение нормальной силы тяжести на широте 45°). Динамические высоты удобно применять вблизи одной и той же уровенной поверхности замкнутого водоёма или гидротехнического сооружения, в этом случае измеренные превышения не будут отличаться от соответствующей разности динамических высот. Применение динамических высот для решения геодезических задач неудобно, поскольку потребуется вводить поправку за переход к динамическим даже в линии нивелирования низкой точности.
2. Ортометрическая высота (отрезок силовой линии реального поля силы тяжести от геоида Брунса до точки земной поверхности; разность потенциалов переводится в линейную меру делением на среднее интегральное значение реальной силы тяжести вдоль этого отрезка). Приращения ортометрической высоты по вертикали в точности равны приращению длины.
3. Нормальная высота (отрезок силовой линии нормального поля силы тяжести от поверхности уровенного эллипсоида вверх до точки, в которой разность нормального потенциала равна разности реального потенциала; разность потенциалов переводится в линейную меру делением на величину среднего интегрального значения нормальной силы тяжести вдоль этого отрезка). Отметки нормальных высот, хотя и в общем случае непостоянны для одной и той же уровенной поверхности, лучше характеризуют уровенные поверхности с разными потенциалами, чем ортометрические. Приращения нормальной высоты по вертикали не равны приращению длины и соответствуют затуханию аномального гравитационного поля с высотой.
4. Нормально-ортометрическая высота (отрезок силовой линии нормального поля силы тяжести от земной поверхности вниз до точки, в которой разность нормального потенциала равна разности реального потенциала; разность потенциалов переводится в линейную меру делением на величину среднего интегрального значения нормальной силы тяжести вдоль этого отрезка).

## Исходный пункт счёта высот
В разных странах используются различные исходные пункты счёта высот.
В России в качестве государственной системы высот используется Балтийская система нормальных высот 1977 года, определённая по результатам уравнивания измерений на пунктах государственной нивелирной сети I и II классов главной высотной основы, выполненного ГУГК СССР в 1977 году. В России и в Казахстане высоты точек земной поверхности над уровнем моря отсчитывают от среднемноголетнего уровня Балтийского моря, зафиксированного отметкой на Кронштадтском футштоке.

## Примеры
- Самая высокая точка суши в мире — гора Джомолунгма в Гималаях: 8848 м над уровнем моря[11][12].
- Самый низкий участок суши в мире — побережье Мёртвого моря: 417,5 м ниже уровня моря.

Высоты горных вершин над уровнем моря определены наклонным визирным лучом тригонометрического нивелирования с точностью около 1 м, тогда как геодезическая высота вершины над отсчётным эллипсоидом может быть определена с точностью до 1 см с помощью геодезических ГНСС-приёмников.